# 萨伏依方言
萨伏依方言，又称萨瓦方言，是法兰克-普罗旺斯语的一种方言，使用者位于法国的萨瓦省和上萨瓦省，瑞士的瓦莱州，意大利的瓦萊達奧斯塔大区的奥斯塔。
萨伏依方言的几种子方言具有独一且特别的语音和词汇，许多都与天气有关，例如：
- bacan (坏天气);
- coussie (暴风雨);
- royé (骤雨); ni[v]ole (云);

以及环境方面的: 
- clapia, perrier (积成堆的崩塌物);
- égra (一种石质楼梯);
- balme (岩洞、山洞);
- tova (泥炭沼、泥炭层);
- lanche (斜坡田地)

伊泽尔省格勒诺布尔市格勒诺布尔大学的方言学中心从事于有关萨伏依方言的专业研究，Michel Contini是这方面的专家。